# Vjatjeslav Datsik
Vjatjeslav Valerjevitj Datsik (russisk: Вячеслав Валерьевич Дацик, født 13. februar 1977 i Leningrad) er en russisk tidligere kickbokser og MMA-udøver.
Datsik opnåede en vis berømmelse i MMA-samfundet, på grund af hans dramatiske knock-out af den fremtidige Ultimate Fighting Championship-sværvægter Andrej Arlowski (hviderussisk: Андрэй Валер'евіч Арлоўскі) i MFC World Championship i 1999, og delvis for sin vilde kampstil og påfund i ringen.
I 2010 flygtede han fra et psykiatrisk hospital i Rusland og dukkede op hos norsk politi i Oslo med et skarpladt skydevåben.